# Сары-Хасорский район
Сары-Хасорский район (в ряде источников Сары-Хосорский) — административно-территориальная единица в составе Таджикской ССР, Кулябского округа и Кулябской области, существовавшая в 1936—1952 годах. Площадь района по данным 1947 года составляла 0,9 тыс. км². Население по данным 1939 года составляло 15 002 чел., в том числе таджики — 98,4 %.
Сары-Хасорский район был образован в составе Таджикской ССР в 1936 году из частей Больджуанского и Ховалингского районов.
В 1938 году Сары-Хасорский район был отнесён к Кулябскому округу, а 27 октября 1939 года — к Кулябской области.
26 мая 1952 года в Сары-Хасорском районе были упразднены кишлачные советы Айлони, Вахинак, Дашти-Шуро и Зуваир.
26 декабря 1952 года Сары-Хасорский район был упразднён, а его территория передана в состав Больджуанского района.